# Sportschule Potsdam „Friedrich Ludwig Jahn“
Die Sportschule Potsdam „Friedrich Ludwig Jahn“ ist eine Gesamtschule in Potsdam. Sie ist vom Deutschen Olympischen Sportbund als Eliteschule des Sports und vom Deutschen Fußball-Bund als Eliteschule des Fußballs ausgezeichnet.

## Geschichte

### Bis 1989
Im Jahr 1952 wurde in Brandenburg an der Havel, aus der vormaligen Knabenschule Jahnschule eine Kinder- und Jugendsportschule (KJS) gegründet. Namensgeber ist Friedrich Ludwig Jahn, der als Initiator der deutschen Turnbewegung auch als „Turnvater“ bezeichnet wird. Anfangs wurde erweiterter Sportunterricht für die Klassen 5 bis 7 durchgeführt, später wurde dieser erweitert als 1954 die erste 8. Klasse unterrichtet wurde und 1956 die erste 12. Klasse ihr Abitur machte. Ab 1956 wurde in der KJS im Regelbetrieb in den Klassenstufen 5 bis 12 unterrichtet und ab diesem Zeitpunkt auch neue und größere Räumlichkeiten im ehemaligen Konstruktionsgebäude der Arado Flugzeugwerke in Brandenburg bezogen. Ab 1973 zog die KJS in die Bezirkshauptstadt Potsdam um.
Bis zur Wende wurden an der KJS folgende sechs Sportarten trainiert: Geräteturnen (männlich), Schwimmen, Fechten, Leichtathletik, Rudern und Kanu.

„Der Unterricht ging zum Teil bis 18 Uhr, am Samstag bis zum Mittag. In den Abendstunden gab es Einzelunterricht für Topkader.“

Bei den Olympischen Sommerspielen 1988 in Seoul gehörten 29 Schüler der Sportschule Potsdam der DDR-Mannschaft an und gewannen 31 Medaillen. Seit der Gründung der Kinder- und Jugendsportschule besuchten über 600 Schüler die KJS und ihre Absolventen gewannen insgesamt 70 Goldmedaillen bei Olympischen Spielen.

### Ab 1990
Nach der deutschen Wiedervereinigung war die weitere Existenz der Schule gefährdet, eine große Umbruchphase begann. Im April 1991 übernahm das Land Brandenburg die Trägerschaft, dafür musste die Schule die Ausrichtung auf den Leistungssport aufgeben.
Von 1996 bis 2017 war Klaus Rüdiger Ziemer der Schulleiter der Sportschule Potsdam. Zu dieser Zeit begann die enge Kooperation mit dem Frauenfußballverein 1. FFC Turbine Potsdam. Seit 2000 besteht eine Kooperation zur Nachwuchsförderung des 1. VfL Potsdam.
Im Jahr 2002 wurde die Sportschule Potsdam als „Eliteschule des Sports“ ausgezeichnet.
Im Oktober 2011 wurden gegen zwei 16-Jährige Internatzöglinge wegen Mobbing-Übergriffen auf zwei 13 und 14 Jahre alte Mitschüler Strafanzeigen erstattet. Die Heimleitung wurde daraufhin suspendiert, da ihr vorgeworfen wurde, nicht auf den Vorfall reagiert zu haben.
2013 nahmen die Fußballer der Schule für Deutschland an der Schulweltmeisterschaft teil.
Im Februar 2017 übernahm Dr. Iris Gerloff die Leitung der Schule. 2021 nahmen zwei Teams der Sportschule an der Quizsendung Luke! Die Schule und ich – VIPs gegen Kids teil.
2022 besuchen über 680 Schüler die Sportschule Potsdam. Davon sind ca. 400 im Haus der Athleten untergebracht. Sie kommen aus dem gesamten Bundesgebiet und zu großen Teilen aus dem Land Brandenburg.

## Erfolge und Auszeichnungen
- „Eliteschule des Sports“ DOSB – März 2002
- „Eliteschule des Fußballs“ DFB – Dezember 2006
- „Eliteschule des Jahres“ durch DOSB – 2008 & 2018
- „Star Of Fame“ (Beste Schule Dt.s bei JtfO) – 2009
- 1. Preis Wettbewerb „Starke Schule“ – 2011
- 2. Preis Wettbewerb „Starke Schule“ – 2013
- Deutscher Schulpreis – 2016 (Endrunde 2011)

2001 erhielt die Sportschule Potsdam den Titel „Eliteschule des Sports“ vom Deutschen Olympischen Sportbund (DOSB) und der Sparkassen-Finanzgruppe. Geehrt werden mit diesem Titel die besten der 43 Eliteschulen des Sports in der Bundesrepublik. In den Jahren 2008 und 2018 erhielt die Sportschule die Auszeichnung "Eliteschule des Jahres durch den DOSB. Mit der Ehrung werden die Leistungen der Eliteschüler gewürdigt, zudem erhalten die Preisträger Stipendien in Höhe von 5.000 Euro für den 1. Platz und je 3.000 Euro für den 2. und 3. Platz.
2014 standen die Schülerinnen und Schüler der Sportschule Potsdam bei internationalen Meisterschaften 20-mal auf dem Siegerpodest, dabei wurden zwölf Goldmedaillen überreicht. Zu den Medaillengewinnerinnen und Medaillengewinnern gehören unter anderem die Fußballerin Pauline Bremer, Triathletin Laura Lindemann, Diskuswerfer Henning Prüfer, Fünfkämpfer Fabian Liebig und die Judoka Philipp Galandi sowie Martin Setz. 2014 wurde Laura Lindemann vom DOSB als Eliteschülerin des Sports ausgezeichnet. Sie konnte in diesem Jahr nicht nur die deutsche Meisterschaft gewinnen, sondern wurde auch Welt- und Europameisterin bei den Junioren.
Im August 2018 wurde die Sportschule Potsdam zum zweiten Mal als „Eliteschule des Sports“ ausgezeichnet.
Mit insgesamt sechs Titeln war die Sportschule Potsdam beim Bundeswettbewerb Jugend trainiert für Olympia im Herbst-Finale 2019 bisher am erfolgreichsten. Die Sportschüler aus Potsdam gewannen zweimal Gold im Judo und Fußball (weiblich), einmal im Schwimmen und Rudern und belegten darüber hinaus noch einen zweiten und vier dritte Plätze.
Olympische Spiele 2020 in Tokio
21 Absolventen und Schüler nahmen an den 2021 ausgetragenen Olympischen Spielen in Tokio teil. Für die besten Platzierungen gab es 1 × Silber und 2 × Bronze.
| Name              | Sportart  | Ergebnis                                                                                                 |
| ----------------- | --------- | --- |
| Isabel Goose      | Schwimmen | 400 m Fr 6. Platz (Finale) 200 m Fr 11. Platz (Halbfinale) 800 m 9. Platz 4 × 200 m Fr 6. Platz (Finale) |
| Christian Diener  | Schwimmen | 200 m Rü 19. Platz                                                                                       |
| Eric Friese       | Schwimmen | 4 × 100 m Freistilstaffel 8. Platz                                                                       |
| Hannah Küchler    | Schwimmen | 4 × 100 m Freistilstaffel, im Vorlauf ausgeschieden                                                      |
| Patrick Dogue     | Fünfkampf | 20. Platz                                                                                                |
| Fabian Liebig     | Fünfkampf | 19. Platz                                                                                                |
| Martin Hiller     | Kanu      | Ersatz                                                                                                   |
| Sebastian Brendel | Kanu      | Bronze im Zweier Zweiter im B-Finale im Einer                                                            |
| Laura Lindemann   | Triathlon | 8. Platz Einzel 6. Platz Staffel                                                                         |
| Hans Gruhne       | Rudern    | 8. Platz Doppelvierer                                                                                    |
| Daniela Schultze  | Rudern    | 5. Platz Doppelvierer                                                                                    |
| Christopher Linke | LA        | 20-km-Gehen 5. Platz                                                                                     |
| Nils Brembach     | LA        | 20-km-Gehen 28. Platz                                                                                    |
| Hagen Pohle       | LA        | Gehen, Ersatz                                                                                            |
| Kristin Pudenz    | LA        | Silber im Diskuswurf                                                                                     |
| Saskia Feige      | LA        | 20-km-Gehen, Ziel nicht erreicht                                                                         |
| Clemens Prüfer    | LA        | 11. Platz Diskuswurf                                                                                     |
| Jean Paul Bredau  | LA        | 8. Platz 4 × 400-m-Staffel                                                                               |
| Sophie Koch       | Kanu      | 4. Platz C2                                                                                              |
| Felicia Laberer   | Para-Kanu | Bronze im Einer                                                                                          |
| Gina Böttcher     | ParaSwim  | 6. Platz 50 m Rü                                                                                         |

Seit ihrer Gründung 1952 bis 2022 errangen die Absolventen der Sportschule Potsdam 130 olympische Medaillen – davon 73 Goldmedaillen.

## Eliteschule des Fußballs
Bereits seit 1995 kooperiert die Sportschule Potsdam mit dem Frauen-Bundesligist 1. FFC Turbine Potsdam. Das Verbundsystem brachte im Laufe der Jahre zahlreiche Bundesliga- und Nationalspielerinnen hervor. Am 20. Dezember 2007 wurde die Sportschule Potsdam vom Deutschen Fußball-Bund (DFB) als Eliteschule des Fußballs ausgezeichnet. Sie war damit die erste von heute vier Eliteschulen, die ausschließlich weibliche Talente förderte.

## Additives Abitur
Die Sportschule Potsdam bietet ihren Schülerinnen und Schülern als erste deutsche Schule das additive Abitur an. Voraussetzung für das offiziell von der Kultusministerkonferenz genehmigte Projekt war die sogenannte Schulzeitstreckung, bei welcher die zwölfte Schulstufe auf einen Zeitraum von zwei Jahren gestreckt wird, in Summe also 14 Schuljahre. So können die Schülerinnen und Schüler ihre Prüfungen zum Erwerb der allgemeinen Hochschulreife über einen Zeitraum von bis zu drei Jahre verteilen. Dies soll besonders der leistungssportlichen Entwicklungsperspektive der Schülerinnen und Schüler der Sportschule Potsdam dienen, so dass schulische und sportliche Erfolge optimal vereinbart werden können. So ist es möglich auf spezielle Trainingserfordernisse, die Teilnahme an nationalen und internationalen Wettkämpfen zu reagieren und gleichzeitig der Erwerb der allgemeinen Hochschulreife (Abitur) zu ermöglichen. 20 der ca. 75 Absolventinnen und Absolventen einer Jahrgangsstufe gehen diesen Weg zur Hochschulreife. In Sonderfällen erhalten die Schülerinnen und Schüler den Lehrstoff im doppelten Umfang und werden einzeln oder in Kleingruppen unterrichtet. Wenn sie in Trainingslagern sind, erhalten sie die Inhalte zudem auf einer e-Learning-Plattform zur Verfügung gestellt. Die Fächer und Kurse werden in Unterrichtsstunden umgerechnet und in vollem Umfang erteilt. Dazu findet der Unterricht im Halbjahr in Modulen statt. Die Prüfungen werden anschließend regulär im Rahmen des landeseigenen Zentralabiturs abgelegt.
2021 hat die Sportschule den Schulversuch erfolgreich beendet und darf nun diese variable Schullaufbahn dauerhaft ausgewählten Schülerinnen und Schülern anbieten. Der Schulversuch dauerte insgesamt acht Jahre, endete mit einem Abschlussbericht und der Genehmigung durch das Bildungsministerium (MBJS).

## Partnerschulen
Die Sportschule Potsdam ist Partnerschule der Deutschen Schule Bogotá, der finnischen Mäkelänrinteen Lukio in Helsinki sowie der mosambikanischen Escola Secundária da Matola.

## Medien
Seit 2019 nimmt die Schule am Landesprogrammen „medienfit_sek I“ teil. Durch das Programm sollen die Akteure der Schulen befähigt werden, sich souverän in der digitalen Welt zurechtzufinden und zu bewegen. Im Fokus stehen die Entwicklung eines pädagogischen Medienkonzepts, die Verbesserung der technischen Ausstattung und die Vermittlung von digitalen Kompetenzen. Dabei wird die Schule zwei Jahre lang professionell durch das Landesinstitut für Schule und Medien Berlin Brandenburg (LISUM) und durch speziell geschulte Schulberatern begleitet. Ziel ist die regionale Vernetzung und der Austausch sowie die Entwicklung innovativer didaktischer Konzepte und Unterrichtsentwürfe für das Lernen mit und über Medien.
Dabei können folgende Schwerpunktthemen gewählt werden:
- digitale Medien in der Berufsorientierung,
- Prävention in der digitalen Welt,
- Verbraucherbildung in der digitalen Welt,
- Filmbildung als Einstieg in eine zeitgemäße Medien- und Wertebildung sowie
- Bildung für nachhaltige Entwicklung (BNE) in der digitalen Welt

Im September 2019 gab es zudem den Start für das Pilotprojekt Schul-Cloud des Landes Brandenburg in Zusammenarbeit mit dem Hasso-Plattner-Institut

## Bekannte Lehrkräfte, Schüler und Alumni
| Geburtsjahrgang | Schüler und Alumni |
| --------------- | --- |
| 1932            | Henry Hempel (Judo) |
| 1942            | Gerhard Dietrich (Turnen), Rainer Lindow (Schriftsteller, Regisseur, Maler) |
| 1959            | Annette Tucholke (Bildhauerin) |
| 1962            | Birgit Fischer (Kanu), Ulrich Papke (Kanu), Hendrik Reiher (Rudern) |
| 1964            | Rayk Goetze (Maler) |
| 1976            | Klara Geywitz (SPD, Bundesministerin), Alexander Haase (Handball) |
| 1983            | Britta Steffen (Schwimmen) |
| 1986            | Peggy Kuznik (Fußball) |
| 1987            | Jaana Ehmcke (Schwimmen), Felix Herholc (Handball), Sophie Sumburane (Rudern, Herausgeberin und Politikerin) |
| 1988            | Christina Bellinghoven (Fußball), Sebastian Brendel (Rudern), Juliane Domscheit (Rudern), Hans Gruhne (Rudern), Isabel Kerschowski (Fußball), Monique Kerschowski (Fußball), Christopher Linke (Gehen)                   |
| 1989            | Stefanie Draws (Fußball), Franziska John (Kanu), Franz Löschke (Triathlon) |
| 1990            | Laura Brosius (Fußball), Bianca Schmidt (Fußball), Daniela Schultze (Rudern), Desirée Schumann (Fußball), Tom Siara (Schwimmen)                                                                                          |
| 1991            | Marie-Louise Eta (Fußball) |
| 1992            | Patrick Dogue (Moderner Fünfkampf), Hagen Pohle (Gehen), Anna Felicitas Sarholz (Fußball) |
| 1993            | Nataša Andonova (Fußball), Nils Brembach (Gehen), Jennifer Cramer (Fußball), Kristin Demann (Fußball), Christian Diener (Schwimmen), Karoline Heinze (Fußball), Kristin Pudenz (Leichtathletik), Sandra Starke (Fußball) |
| 1994            | Erica Dillmann (Fußball) |
| 1995            | Venus El-Kassem (Fußball) |
| 1996            | Laura Lindemann (Triathlon), Hauke Petersen (Schauspieler), Felicitas Rauch (Fußball) |
| 1997            | Saskia Feige (Leichtathletik), Clemens Prüfer (Leichtathletik) |
| 1998            | Jenny Hipp (Fußball), Isabella Möller (Fußball), Sonnele Öztürk (Schwimmen) |
| 1999            | Jean Paul Bredau (Sprint), Johannes Hintze (Schwimmen), Melvin Imoudu (Schwimmen), Annabel Oertel (Rudern) |
| 2000            | Gina Chmielinski (Fußball), Skadi Schier (Leichtathletik), Mattes Schönherr (Rudern) |
| 2001            | Gina Böttcher (Schwimmen), Johannes Frenzl (Leichtathletik), Felicia Laberer (Kanu) |
| 2002            | Pia Fernau (Volleyball), Isabel Gose (Schwimmen), Marleen Rohde (Fußball) |
| 2003            | Max Christoph Beneke (Handball) |
| 2004            | Pauline Deutsch (Fußball) |
| 2005            | Frederick Weigel (Leichtathletik) |